# NGC 691
NGC 691 je galaksija u zviježđu Ovan.

## Vanjske poveznice
- SEDS: NGC 0691